# On the Third Day
On the Third Day — третій музичний альбом гурту Electric Light Orchestra. Виданий у грудні 1973 року лейблами Warner Bros. Records, United Artists Records, Jet Records, Columbia Records. Загальна тривалість композицій становить 39:26. Альбом відносять до напрямку рок, прогресивний рок, симфонічний рок.

## Список пісень

### Сторона I
1. «Ocean Breakup» («King of the Universe») — 4:07;
2. «Bluebird Is Dead» — 4:42;
3. «Oh No Not Susan» — 3:07;
4. «New World Rising» («Ocean Breakup», reprise) — 4:05;
5. «Showdown» — 4:09.

### Сторона II
1. «Daybreaker» — 3:51;
2. «Ma-Ma-Ma Belle» — 3:56;
3. «Dreaming Of 4000» — 5:04;
4. «In the Hall of the Mountain King» (Едвард Гріг) — 6:37.

### Додаткові твори у перевиданні 2006 року
1. «Auntie (Ma-Ma-Ma Belle)» (Take 1) — 1:19;
2. «Auntie (Ma-Ma-Ma Belle)» (Take 2) — 4:05;
3. «Mambo (Dreaming of 4000)» (Take 1) — 5:05;
4. «Everyone's Born to Die» — 3:43;
5. «Interludes» — 3:40.

## Чарт
| Чарт (1974)                        | Найвища позиція |    |
| ---------------------------------- | --------------- | -- |
| Австралія Australian Albums (ARIA) | 46              |    |
| Канада Canada Top Albums/CDs (RPM) | 40              |    |
| Японія Japanese Albums (Oricon)    | 289             |    |
| США Billboard 200                  | 52              |    |
| US CashBox                         | 31              | 31 |